# Лисянський замок
Ли́сянський за́мок — фортеця, яка існувала в містечку Лисянка Черкаської області.
1622 воєводі руському (рутенському) Івану Даниловичу Сигізмунд III Ваза дав грамоту, за якою він міг закласти місто Лисянку і надав йому Магдебурзьке право, право обирати собі війта. Місто повинно було бути опасоване частоколом з вежами і мала бути збудована ратуша. Базари повинні бути щопонеділка та щоп'ятниці. Місто було досить людним, в ньому було багато грецьких купців, які мали тут свої крамниці, місто було оточене гарними садами.
Після смерті Івана Даниловича в 1630 Лисянка належала його дружині — Софії з Жолкевських. До 1640 Лисянка належала сину засновника Станіславу Даниловичу, взятому турками в полон, що загинув в турецькій неволі.
1645 — Лисянка належала Самуїлу Калиновському.
1648 — Лисянка підтримала Богдана Хмельницького .
1649 — тут була козацька сотня корсунського полку, сотником був Яцько Губиненко. Він збудував тут Свято-Троїцький монастир, який був укріплений як фортеця, валами та ровами, мав гармати. Був він на пагорбі, оточеному ставами.
За тих часів Лисянка була багатим містом. Мало воно 4 церкви, на передмістю — монастир св. Трійці, недавно закладений і сильно укріплений, посвячений 1653 року ахтіохійським патріархом Макарієм
1657 року був утворений окремий лисянський полк, полковником був Демко Якимович.
1654 року місто було взяти коронними військами і спалене.
За часів гетьмана Івана Виговського Лисянка дісталась Костянтину Виговському.
1674-го тут після того, як зазнав поразки від московського війська, перебував брат гетьмана Петро Дорошенко Григорій з татарським військом. Міщани видали Григорія Дорошенка московитам, а татар перебили. Незадовго після цього, коли мешканці почули, що козаки ідуть до Чигирина, вони всі до єдиного з майном і родинами перебрались за Дніпро. Дорошенко застав пусте місто, яке зрівняв з землею. Через 8 років місто знову заселили 800 господарів.
1702 року Самійло винищив в місті євреїв та шляхту. Війтом був Дмитро Старий.
1733-го Александер Яблоновський фундує тут Францисканський костел, місце давнього замку дає о. василіанам і будує новий оборонний замок, з вежами та частоколом. Був це замок мурований, чотирикутний з крилами, з чотирьох сторін був оточений річкою Тикичем з четвертої мав оборонний вал, мав одну браму, два бастіони по кутах, озброєний гаківницями, це давало змогу обороняти всі стіни замку. Замок був оточений дубовим палісадом і одною дубовою брамою.
1777 року тут було 457 осель. В місті був Свято — Троїцький монастир, колись чернців, потім василіян.
Заснування Лисянського замку науковці відносять до початку або середини XV століття. Тоді він був укріпленою фортецею оборонної смуги південних кордонів Київщини разом з Черкасами, Звенигородом, Брацлавом, Вінницею, Хмільником. За польського панування замок був форпостом на дорозі татарських набігів, цим самим утворювався бар'єр між Річчю Посполитою та Степом.
В 1648 році в замку був організований Лисянський полк, першим полковником якого був Максим Кривоніс.
Лисянка була в центрі гайдамацьких подій 1768 року. Історичні джерела свідчать про те, що Лисянський замок напередодні повстання мав чотирикутну форму, по кутах якого були розташовані башти. У кожній башті знаходились гаківниці — гармати, підвішені на гаках. Замок був оточений високою огорожею, а в самій фортеці перебував значний гарнізон, було достатньо боєприпасів.